# Ист Харич (Масачусетс)
Ист Харич (енгл. East Harwich) насељено је место без административног статуса у америчкој савезној држави Масачусетс.

## Демографија
По попису из 2010. године број становника је 4.872, што је 128 (2,7%) становника више него 2000. године.
| Група             | 2000.         | 2010.         |
| Белци             | 4.554 (96,0%) | 4.557 (93,5%) |
| Афроамериканци    | 16 (0,3%)     | 64 (1,3%)     |
| Азијати           | 18 (0,4%)     | 47 (1,0%)     |
| Хиспаноамериканци | 44 (0,9%)     | 76 (1,6%)     |
| Укупно            | 4.744         | 4.872         |